# Can't Stop the Hardcore
Can't Stop the Hardcore è una canzone della band tedesca Scooter. È stata pubblicata come singolo il 5 dicembre 2014 in una versione rivisitata . È il terzo singolo estratto dall'album The Fifth Chapter. Dal 2010, è il primo singolo del gruppo che include una traccia bonus, il cosiddetto lato B (B-side).
La nuova versione della canzone è più breve, contiene diversi nuovi messaggi da parte del frontman e termina con una graduale accelerazione.
La copertina del singolo, come per il precedente singolo Today, è la stessa dell'album in studio The Fifth Chapter, ma con i volti dei membri della band sostituiti da teste di dinosauro.
Il video clip è ambientato durante una celebrazione greca, dove i membri del gruppo indossano costumi non tradizionali. La clip contiene anche elementi di umorismo.

## Tracce

### CD 2 tracce
1. Can't Stop the Hardcore (Radio Edit) – 2:45
2. Can't Stop the Hardcore (Extended Mix) – 3:45

### Download
1. Can't Stop the Hardcore (Radio Edit) – 2:45
2. Can't Stop the Hardcore (Extended Mix) – 3:45
3. Can't Stop the Hardcore (Scooter Remix) – 3:55
4. Can't Stop the Hardcore (Heavyweight Edit) – 3:21
5. Hain A.M. – 4:59
6. Can't Stop the Hardcore (Instrumental) – 2:45